# Ariathisa ebenodes
Ariathisa ebenodes là một loài bướm đêm trong họ Noctuidae.